# B.P. Empire
B.P. Empire је трећи студијски албум израелског психоделичног тренс дуа Infected Mushroom. На овом албуму Infected Mushroom комбинују тренс са другим стиловима од џеза до амбијенталне и класичне музике. У годинама када је објављен појављују се "класични" транс и клупски транс за које се сматрало да имају већи БПМ (откуцаја у минути), па отуда и назив албума који представља својеврсну игру ријечи са чињеницом да је тих година израелски транс био на врхунцу и веома чест широм свијета – „Империја“ је тренс краљевство – Израел. Албум је достигао статус златног албума, а како је стил прилагођен клубовима, група је почела да наступа и по ноћним клубовима, а не само на отвореном, као што је група чинила до изласка овог албума.
Пјесма B.P. Empire садржи семпл из филма Пут самураја (1999), док пјесма Noise Maker садржи семпл из филма Изгубљене душе (2000) са Виноном Рајдер у главној улози.

## Списак пјесама
1. Never Ever Land — 7:47
2. Unbalanced (Baby Killer Remix) — 7:16
3. Spaniard — 7:38
4. B.P. Empire — 7:26
5. Funchameleon — 6:55
6. Tasty Mushroom — 6:56
7. Noise Maker — 7:39
8. P.G.M. (Prehistoric Goa Mood) — 7:22
9. Dancing with Kadafi — 10:23